# Vernoux-en-Vivarais

Vernoux-en-Vivarais este o comună în departamentul Ardèche din sud-estul Franței. În 1 ianuarie 2022 avea o populație de 1.985 de locuitori.